# Marie-Christine Arnautu
Marie-Christine Arnautu (französische Aussprache: [aʁnoty], * 19. Oktober 1952 in Paris) ist eine französische Politikerin des Rassemblement National. Sie war von 2011 bis 2018 stellvertretende Vorsitzende der Front National und von 2014 bis 2019 Mitglied des Europäischen Parlaments.

## Leben und politische Karriere
Arnautu ist Tochter von Einwanderern: Ihr Vater Alexandre Arnautu stammte aus einer aromunischen Familie aus Pirdop in Bulgarien, ihre Mutter Georgette Ingaramo hatte italienische Vorfahren. Beide wurden 1957 per Dekret eingebürgert. Sie ist geschieden und Mutter dreier Kinder.
Arnautu studierte Jura an der Universität Panthéon-Assas (Paris II). 1973 lernte sie Jean-Marie Le Pen kennen, den Gründer der rechtsextremen Partei Front national (FN), mit dessen Familie sie in der Folgezeit eine enge Freundschaft pflegte. Le Pen war auch Taufpate ihrer Tochter. Nach dem Studium arbeitete Arnautu als Sekretärin bei der von Le Pen gegründeten Société d'études et de relations publiques (Serp), einem Plattenverlag für Militärmusik. Später war sie kaufmännische Angestellte bei der Fluggesellschaft Air France.
Von 1986 bis 1988 war Arnautu parlamentarische Mitarbeiterin des FN-Abgeordneten Jean-Pierre Stirbois, 1987 trat sie selbst der Partei bei. Von 1989 bis 1995 gehörte sie dem Gemeinderat der südfranzösischen Stadt Vitrolles an. Im Präsidentschaftswahlkampf 1995 trat sie in einem Werbevideo für Jean-Marie Le Pen auf. Zur Parlamentswahl 1997 trat Arnautu im 6. Wahlkreis des Départements an. Mit 21,6 % kam sie auf den dritten Platz, qualifizierte sich aber für den zweiten Wahlgang und trug so zur Niederlage von Jean-François Copé von der konservativen RPR bei. Von 1998 bis 2010 war sie Regionalrätin (conseillère régional) der Île-de-France.
Ab 2003 gehörte Arnautu dem Politbüro der Front national an. Anfang 2011 löste Le Pens Tochter Marine, die sie bereits seit deren Kindheit kannte, ihren Vater als Parteivorsitzende ab. Zugleich wurde Arnautu zur stellvertretenden Vorsitzenden der FN mit Zuständigkeit für soziale Angelegenheiten gewählt. Sie galt in der Partei als Vertreterin der „alten Garde“. Bei der Kommunalwahl 2014 war sie in Nizza Spitzenkandidatin der Front national, die in der Stadt 21,1 % der Stimmen erhielt. Sie wurde zur Vorsitzenden der FN-Fraktion im Gemeinderat gewählt.
Bei der Europawahl 2014 wurde sie in das Europäische Parlament gewählt, wo sie zunächst fraktionslos, ab 2015 dann Mitglied der rechtsextremen Fraktion Europa der Nationen und der Freiheit war. Sie war Mitglied im Ausschuss für Verkehr und Fremdenverkehr und Delegierte im Gemischten Parlamentarischen Ausschuss EU-Mexiko sowie in der Parlamentarischen Versammlung Europa-Lateinamerika. Nach der Umbenennung der FN in Rassemblement national schied sie im März 2018 aus der Parteiführung aus. Bei der Europawahl 2019 trat sie nicht mehr an.